# Eric Vanderaerden
Eric Vanderaerden est un coureur cycliste belge, né le 11 février 1962 à Herck-la-Ville. Professionnel de 1983 à 1996, il remporte 138 victoires.
Il a notamment remporté le Tour des Flandres, Paris-Roubaix, 5 étapes du Tour de France (ainsi que le classement par point du Tour 1986, mais sans la moindre victoire d'étape cette année-là) et 5 fois les Trois Jours de La Panne.
Il a été, au total, sept fois champion de Belgique : débutant, junior, amateur et professionnel sur route, piste et cyclo-cross.
Il est le père de Michael Vanderaerden et le frère aîné de Gert Vanderaerden. Il est aussi l'oncle de Kenneth Vanbilsen.

## Biographie
Pour ses débuts professionnels, en 1983, il remporte deux étapes du Tour d'Espagne et le prologue du Tour de France. En 1984, il remporte le  championnat de Belgique de cyclisme sur route, deux nouvelles étapes du Tour de France puis Paris-Bruxelles.
En 1985, il remporte Gand-Wevelgem puis le Tour des Flandres. Lors de cette course, un orage éclate dans la deuxième moitié de la course. Le temps est si mauvais que seulement 24 coureurs sont à l'arrivée. L'historien de la course, Rik Vanwalleghem, raconte : « C'était un Ronde légendaire, un de ceux qui écrivent le mot Sport avec un grand S. Il faisait froid comme en Sibérie toute la journée et la pluie tombait par torrents. Sur les 173 partants seulement 24 sont comptés à l'arrivée. Dans ce contexte apocalyptique, Eric Vanderaerden est rentré à l'avant après avoir semblé battu et il a roulé 20 km en tête de la course en solitaire. Impressionnant. ». Vanderaerden, victime d'une crevaison à deux kilomètres du pied du Koppenberg, profite des intempéries et du froid pour remonter tout le peloton, sans quoi il n'aurait pu jouer la gagne. Il déclare à l'arrivée : « Le Tour des Flandres ne serait pas le Tour des Flandres sans ces intempéries typiques. Elles colorent les performances, accentuent les rapports de force entre les coureurs. ». Sur le Tour de France, il remporte deux étapes et porte le maillot jaune. 
Il gagne le maillot vert du Tour de France 1986 sans remporter une étape. Il gagne Paris-Roubaix 1987. La suite de sa carrière est moins significative.
Il est le recordman des victoires aux Trois Jours de La Panne avec cinq succès.

## Palmarès

### Palmarès amateur
- 1977
  -  Champion de Belgique sur route débutants
- 1978
  -  Champion de Belgique sur route débutants
  - 2e du championnat de Belgique de cyclo-cross débutants
  - 10e du championnat du monde de cyclo-cross débutants
- 1979
  -  Champion de Belgique de cyclo-cross juniors
  - Tour des Flandres juniors
  - 4e du championnat du monde juniors sur route
  - 6e du championnat du monde de cyclo-cross juniors
- 1980
  -  Champion de Belgique de cyclo-cross juniors
  - Ster van Zuid-Limburg :
    - Classement général
    - 2e étape

  -  Médaillé d'argent au championnat du monde sur route juniors
  - 3e du Tour des Flandres juniors
- 1981
  -  Champion de Belgique de cyclo-cross juniors
  -  Champion de Belgique d'omnium juniors
  - Tour des Flandres amateurs
  - Tour du Limbourg amateurs :
    - Classement général
    - 3ea, 3eb (contre-la-montre) et 6e étapes

  - 2e et 4e étapes des Quatre jours du Hainaut occidental
  - Grand Prix Pino Cerami amateurs
  - Circuit des Régions Fruitières
  - 2e des Quatre jours du Hainaut occidental
  - 2e du Circuit des régions flamandes
  - 3e du championnat du Limbourg
- 1982
  -  Champion du monde militaires sur route
  -  Champion du monde militaires du contre-la-montre par équipes
  -  Champion de Belgique militaires sur route
  -  Champion provincial du Limbourg
  - Tour du Hainaut occidental :
    - Classement général
    - 2e et 3ea (contre-la-montre)

  - Circuit des régions flamandes
  - Flèche ardennaise
  - 2eb (contre-la-montre), 4eb (contre-la-montre) et 5e étapes du Tour du Limbourg amateurs
  - 2e et 6e étapes de l'Étoile du Sud
  - 2e de Troyes-Dijon
  - 2e de Bruxelles-Zepperen
  - 2e de Seraing-Aix-Seraing
  - 3e du Het Volk amateurs
  - 5e du championnat du monde du contre-la-montre par équipes

### Palmarès professionnel
| - 1983 - Prologue et 7ea étape de Paris-Nice - 2e et 11e étapes du Tour d'Espagne - Prologue et 2e étape du Grand Prix du Midi libre - 1re étape du Tour de l'Aude - Prologue du Tour de France - 2e du Grand Prix de Wallonie - 2e du Grand Prix Eddy Merckx - 3e du Grand Prix de Monaco - 3e d'À travers la Belgique - 4e de Milan-San Remo - 1984 - Champion de Belgique sur route - 2eb étape de Paris-Nice (contre-la-montre par équipes) - 1rea et 3e étapes des Trois Jours de La Panne - 1re et 3e étapes des Quatre Jours de Dunkerque - Prologue, 2e et 7e étapes du Tour de Suisse - 10e et 23e étapes du Tour de France - 2e étape du Tour des Pays-Bas - Paris-Bruxelles - 2e de Gand-Wevelgem - 2e des Trois Jours de La Panne - 2e du Grand Prix de Francfort - 3e de Milan-San Remo - 3e du Circuit de la vallée de la Lys - 8e du Super Prestige Pernod - 9e des Quatre Jours de Dunkerque - 10e du Tour des Flandres - 1985 - 1re étape de l'Étoile de Bessèges - Prologue et 1re étape du Tour méditerranéen - Tour du Limbourg - 6e étape de Tirreno-Adriatico - 1reb (contre-la-montre) et 3e étapes des Trois Jours de La Panne - Tour des Flandres - Gand-Wevelgem - Circuit de la vallée de la Lys - 4e étape du Tour de Suisse - 13e et 19e étapes du Tour de France - Tour des Pays-Bas : - Classement général - 1re, 5ea et 5eb (contre-la-montre par équipes) étapes - Grand Prix Eddy Merckx (contre-la-montre) - 2e du GP Wielerrevue - 2e d'À travers la Belgique - 2e du Critérium des As - 4e de Milan-San Remo - 4e du Rund um den Henninger Turm - 8e du Super Prestige Pernod - 1986 - 2e et 5eb étapes du Tour méditerranéen - À travers la Belgique - Grand Prix E3 - Trois Jours de La Panne : - Classement général - 1rea étape - Bruxelles-Ingooigem - Classement par points du Tour de France - 4ea étape du Tour des Pays-Bas - 1re étape du Tour d'Irlande - 2e des Six jours de Rotterdam (avec René Pijnen) - 3e du Grand Prix de l'Escaut - 4e de Paris-Bruxelles - 10e du Tour des Flandres - 1987 - 4e étape du Tour méditerranéen - Grand Prix Benego - Trois Jours de La Panne : - Classement général - 1rea, 2e et 3e étapes - Paris-Roubaix - 5e étape du Tour du Danemark - Grand Prix Eddy Merckx (contre-la-montre) - Grand Prix Lambrechts - Ronde van Midden-Zeeland - 3e étape de la Vuelta a Lloret del Mar - 2e de Milan-San Remo - 2e de la Flèche hesbignonne-Cras Avernas - 3e du Tour des Flandres - 3e de Paris-Bruxelles - 3e des Six jours d'Anvers (avec Anthony Doyle) - 4e des Quatre Jours de Dunkerque - 5e du Circuit Het Volk - 5e du Super Prestige Pernod - 8e de Gand-Wevelgem | - 1988 - Tour du Limbourg - 5e étape de Tirreno-Adriatico - Trois Jours de La Panne : - Classement général - 1reb (contre-la-montre) et 2e étapes - 4e et 5e étapes des Quatre Jours de Dunkerque - 2e étape du Tour de France (contre-la-montre par équipes) - 3e du Grand Prix de l'UC Bessèges - 3e des Quatre Jours de Dunkerque - 4e de Tirreno-Adriatico - 6e de Paris-Tours - 1989 - 5e étape du Tour d'Andalousie - 4e étape de la Semaine cycliste internationale - Trois Jours de La Panne : - Classement général - 1rea et 1reb (contre-la-montre) étapes - 3e, 5e, 6e et 7e (contre-la-montre) étapes du Tour DuPont - 3eb étape du Tour de Luxembourg (contre-la-montre) - 1re étape du Tour de Suisse - 2e et 6e (contre-la-montre) étapes du Tour de Burgos - 4e étape du Tour des Pays-Bas - Grand Prix Raymond Impanis - Tour d'Irlande : - Classement général - 2e, 3e, 4e et 5ea (contre-la-montre) étapes - Six jours d'Anvers (avec Etienne De Wilde) - 2e de Paris-Tours - 3e du Tour du Limbourg - 3e du Circuit de la vallée de la Lys - 3e du Tour DuPont - 1990 - 2e et 3e étapes de l'Étoile de Bessèges - 5e étape de Tirreno-Adriatico - 1reb étape des Trois Jours de La Panne (contre-la-montre) - 1reb étape du Tour de Luxembourg - 4e étape du Tour des Pays-Bas - 6e étape du Tour de la Communauté européenne - Six jours d'Anvers (avec Etienne De Wilde) - 2e du Grand Prix de l'Escaut - 2e du Grand Prix de la ville de Vilvorde - 3e de Binche-Tournai-Binche - 3e du Grand Prix de la Libération - 1991 - 6e étape du Tour de la Communauté valencienne - À travers la Belgique - 5e étape du Tour de Luxembourg - 1re étape du Tour d'Irlande - 2e du Samyn - 3e de Milan-San Remo - 3e de Binche-Tournai-Binche - 3e du Tour de la Haute-Sambre - 5e de l'Amstel Gold Race - 1992 - Grand Prix Wielerrevue - 17e étape du Tour d'Espagne - 2e étape du Tour d'Irlande - 2e du Samyn - 3e du Grand Prix E3 - 1993 - 3e étape de l'Étoile de Bessèges - Trois Jours de La Panne : - Classement général - 1reb étape (contre-la-montre par équipes) - 2e de Gand-Wevelgem - 2e du Ronde van Midden-Zeeland - 3e du Het Volk - 1995 - 2e du Mémorial Rik Van Steenbergen - 3e du Omloop van de Westkust - 6e de Paris-Roubaix |

### Résultats sur les grands tours

#### Tour de France
11 participations
- 1983 : non-partant (10e étape), vainqueur du prologue,  maillot jaune pendant 2 jours
- 1984 : 90e, vainqueur des 10e et 23e étapes
- 1985 : 87e, vainqueur des 13e et 19e étapes,  maillot jaune pendant 3 jours
- 1986 : 125e,  vainqueur du classement par points
- 1988 : abandon (12e étape), vainqueur de la 2e étape (contre-la-montre par équipes)
- 1989 : hors délais (10e étape)
- 1990 : éliminé (11e étape)
- 1991 : 127e
- 1992 : abandon (13e étape)
- 1993 : abandon (8e étape)
- 1995 : abandon (10e étape)

#### Tour d'Italie
3 participations
- 1986 : 124e
- 1988 : 75e
- 1994 : abandon (15e étape)

#### Tour d'Espagne
4 participations
- 1983 : abandon (17e étape), vainqueur des 2e et 11e étapes
- 1991 : 102e
- 1992 : 132e, vainqueur de la 17e étape
- 1994 : 116e